# The Delivery Boy
The Delivery Boy es una película de suspenso nigeriana escrita y dirigida por Adekunle Adejuyigbe. Está protagonizada por Jammal Ibrahim, Jemima Osunde, Charles Etubiebi y Kehinde Fasuyi. Se proyectó en festivales de cine como African Film Festival New York, Lights, Camera, Africa, Nollywood Week Paris, Africa International Film Festival (AFRIFF), Lake International PanAfrican Film Festival, Real Time Festival Internacional de Cine (RTF) y la novena edición del Festival de Cine de Jagran. Fue ganadora en la categoría "Mejor Película Nigeriana" en el Festival Internacional de Cine de África y "Mejor Actor de Reparto" en el Festival Internacional de Cine en Tiempo Real (RTF).
Fue filmada por The Elite Film Team, con la producción de Something Unusual Studios y distribuida por Silverbird Distributions en Nigeria.

## Sinopsis
Amir, un adolescente huérfano, se encuentra con una chica mientras intenta escapar de una turba. Ella es una prostituta y él tiene un chaleco bomba bajo su ropas. Ambos se están quedando sin tiempo y pronto se dan cuenta de que se necesitan el uno al otro para lograr sus objetivos.
Su viaje juntos los lleva a través del lado más vulnerable de la ciudad exponiendo la parte oculta de la sociedad africana y su peligrosa cultura del silencio en presencia del mal.

## Elenco
- Jammal Ibrahim como Amir
- Jemima Osunde como Nkem
- Charles Etubiebi como Kazeem
- Jude Chukwuka como Mallam Sadan
- Chris Iheuwa como Ofili
- Kehinde Fasuyi como la hermana Dorcas

## Respuesta crítica
La película recibió críticas positivas. Fue descrita como uno de los guiones mejor escritos que jamás haya aparecido en las pantallas nigerianas por The Guardian Nigeria. The Vanguard la señaló como: "The delivery boy" y el punto de inflexión de las películas nigerianas y de Nollywood. El sitio web YNaija la declaró como "un futuro clásico de Nollywood". Además, resultó ganadora en la categoría mejor película nigeriana en el AFRIFF 2018. Mientras que para el sitio web Bellanaija "es una obra maestra".

### Premios y nominaciones
| Año  | Premios                                  | Categoría                            | Resultado | Ref.  |
| ---- | ---------------------------------------- | ------------------------------------ | --------- | ----- |
| 2019 | Premios de la Academia del Cine Africano | Mejor guion                          | Nominado  | [ 9 ] |
| 2019 | Premios de la Academia del Cine Africano | Mejor película nigeriana             | Nominado  | [ 9 ] |
| 2019 | Premios de la Academia del Cine Africano | Mejor director - Adekunle Adejuyigbe | Nominado  | [ 9 ] |
| 2019 | Premios de la Academia del Cine Africano | Mejor película                       | Nominado  | [ 9 ] |